# Cratere Numi-Torum
Numi-Torum è un cratere sulla superficie di Callisto.